# 東京ガスiネット
東京ガスiネット株式会社（トウキョウガスアイネット、英称:TOKYO GAS i NET CORP.）は、東京ガスグループに属するシステムインテグレーター。東京ガスの情報通信部門から1987年に分離独立し設立された。
前身の東京ガス時代を含むと約半世紀にもおよぶIT活用のスキルとナレッジを踏まえ、コンサルティングからシステム開発、インフラ構築・運用・維持管理まで、幅広いビジネスを提供している。

## 沿革
- 1987年
  - 7月 - 東京ガスの情報通信部門から分離独立し、株式会社ティージー情報ネットワークとして設立。
  - 11月 - 一般第二種電気通信事業者登録。
- 1990年12月 - 東京都港区に本社移転。
- 1994年5月 - 東京都新宿区に本社移転。
- 1996年3月 - システムサービス企業（SI登録企業）に登録。
- 2000年12月 - ISO9001認証取得（インフラ設計・構築業務）。
- 2002年
  - 7月 - 会社分割により、株式会社ティージー・アイティーサービスを設立。
  - 11月 - 特定労働者派遣事業届出。
  - 12月 - ISO9001認証範囲拡大（全社）。
- 2005年11月 - 東京都品川区に本社移転。
- 2007年4月 - 子会社であるティージー・アイティーサービスを合併。
- 2008年
  - 1月 - ISO27001認証取得（品川本社・幕張事業所）。
  - 4月 - 会社分割により、フィナンシャル＆ビジネスソリューション事業部を分離し、株式会社ティージーアイ・フィナンシャル・ソリューションズを設立。
- 2009年1月 - ISO27001認証範囲拡大（浜松町事業所の一部）。
- 2011年8月 - 東京都港区浜松町の世界貿易センター別館に本社を移転。
- 2012年5月 - ティージーアイ・フィナンシャル・ソリューションズの株式をNTTデータに譲渡。これに伴い、社名を「株式会社NTTデータ・フィナンシャル・ソリューションズ」に変更。
- 2016年4月 - 東京ガスiネット株式会社に社名変更。
- 2019年2月 - 本社を日本生命浜松町クレアタワーに移転。

## 事業所
- 本社 - 東京都港区浜松町2-3-1　日本生命浜松町クレアタワー
- 浜松町事業所 - 東京都港区海岸一丁目5番20　東京ガス本社ビル
- 幕張事業所、新宿事業所

## トピックス
- 地震情報配信サービス jishin.net
  - 東京ガスの超高密度リアルタイム地震防災システム「SUPREME（シュープリーム）」で収集した地震情報を、リアルタイムで提供するサービス。関東約3,100㎡のエリアに設置された約3,800局のSIセンサーが検知した地震情報により、正確な地震被害の把握が可能。さらに、地震による被害推定も行い、被災直後の初動対策などに貢献する。
  - Web配信のみならず、モバイルサービス、ダウンロードサービスなどのメニューが用意されている。
  - サービス内容
    - Web会員サービス - 地震発生から5分後に、インターネットでの地震情報を閲覧
    - モバイルサービス - 地震発生から数分後に速報を携帯電話等へメール配信。さらにモバイルサイトでの地震情報を閲覧
    - 安否確認サービス - モバイルサイトで、会員各自が入力した安否情報を閲覧
    - 住民向け公開サービス -  特定地域のカスタマイズした地図をWebで公開
    - ダウンロードサービス - 地震発生後、リアルタイムで収集・計算されたCSV形式の基礎データをダウンロード
    - SUPREME･ASPサービス - SUPREMEシステムで保有する地震情報／地盤ボーリング情報／建物情報を用いた、希望のシミュレーションが可能

  - 地震情報対象エリア
    - 東京都、神奈川県、埼玉県、千葉県、茨城県（東京ガス／京葉ガス／千葉ガスの各社供給エリアが対象）